# Cristina Almeida
Pour les articles homonymes, voir Almeida (homonymie).
Cristina Almeida Castro (née le 24 juillet 1944) est une avocate et femme politique espagnole.

## Biographie
Elle étudie droit à l'Université de Madrid puis devient une avocate travailliste et féministe très active. Elle a été membre de différents partis politiques : Partido Comunista de España, Izquierda Unida, Parti démocratique de la nouvelle gauche (PDNI) et PSOE. En 1982, elle publie un essai intitulé La mujer y el mundo del trabajo ((es) La femme et le monde du travail).